# Stemma della Tunisia
Lo stemma della Tunisia (شعار تونس) è stato adottato il 21 giugno 1956. Da allora ha subito alcune piccole modifiche, la più recente delle quali risalente al 1963.

## Descrizione
Lo scudo in oro è bipartito; nella prima partizione c'è una bilancia in un equilibrio, nella seconda un leone rampante nero armato di una spada d'argento. Nella parte superiore è rappresentata una barca sul mare azzurro.
Tra i margini della testa e le due partizioni dello scudo c'è un nastro con scritto il motto nazionale in arabo: نظام, حرية, عدالة ("Libertà, ordine, giustizia"). Gli elementi dello scudo simboleggiano i termini che costituiscono il motto nazionale:
- La barca (una galea punica) è il simbolo della libertà, della storia del paese e dei suoi interessi marittimi moderni.
- La bilancia simboleggia la giustizia.
- Il leone che porta la spada simboleggia l'Ordine.

Sopra lo stemma vi è un cerchio dove sono rappresentate la mezzaluna e la stella a cinque punte, i due simboli dell'Islam, presenti anche nel cerchio d'argento sulla bandiera nazionale